# Astrid Hänschen
Astrid Hänschen (* 4. Januar 1967 in Hamburg) ist eine deutsche Bogenschützin.

## Laufbahn
1979 begann Hänschen in Dannenberg mit dem Bogenschießen. Die als Vertriebssachbearbeiterin tätige Hänschen, Mitglied der Hamburger Bogenschützen Gilde (HBG), nahm an den Olympischen Sommerspielen 1992 teil. Dort kam sie im Einzel auf den 43. Platz und wurde mit Deutschland im Gruppenwettbewerb Zehnte.
1994 und 2005 gewann sie im Einzel (Recurvebogen) die deutsche Hallenmeisterschaft. 1996 wurde sie im Dreierwettbewerb gemeinsam mit Barbara Mensing und Cornelia Pfohl Halleneuropameisterin. Hänschen holte mit dem Compoundbogen zusammen mit Bettina Thiele und Christina Knöbel bei der Weltmeisterschaft 1999 die Bronzemedaille. Ebenfalls 1999 wurde sie im Einzel Dritte der deutschen (Freiluft-)Meisterschaft (Compoundbogen) sowie bei der deutschen Hallenmeisterschaft 1999 Dritte und 2002 Zweite.